# Чайка (Алтайский край)
Ча́йка — посёлок в Рубцовском районе Алтайского края. Входит в состав Рубцовского сельсовета.

## История
Основан в 1923 году. В 1928 году посёлок Чаячий состоял из 21 хозяйства, основное население — украинцы. В административном отношении находился в составе Рубцовского сельсовета Рубцовского района Рубцовского округа Сибирского края. В 1931 году состоял из 37 хозяйств, в составе Половинкинского сельсовета Рубцовского района.

## Население
| 1926 | 1931 | 1997 | 1998 | 1999 | 2000 | 2001 | 2002 | 2003 | 2004 |
| ---- | ---- | ---- | ---- | ---- | ---- | ---- | ---- | ---- | ---- |
| 103  | ↗177 | ↘11  | ↘8   | →8   | ↗9   | ↗11  | →11  | →11  | →11  |
| 2005 | 2006 | 2007 | 2008 | 2009 | 2010 | 2011 | 2012 | 2013 |      |
| ↘10  | ↘6   | →6   | ↗7   | ↗9   | ↗16  | →16  | →16  | ↗17  |      |

## Улицы
В посёлке имеется одна улица — Набережная.